# Античке олимпијске игре
Древне олимпијске игре (Ολυμπιακοι αγωνες; латински: Olympia, средњи множина: „Олимпијада“) су биле низ атлетских такмичења међу представницима градова-држава и једна од Панхеленских игара у Старој Грчкој. Одржавани су у част Зевса, а Грци су им дали митолошко порекло. Прве Олимпијске игре традиционално се датирају у 776. п. н. е. Игре су се одржавале сваке четири године, Олимпијада, која је постала јединица времена у историјским хронологијама. Наставили су да се славе и одржавају и када је Грчка дошла под римску власт у 2. веку пре нове ере. Њихова последња забележена прослава била је 393. године нове ере, за време цара Теодосија I, али археолошки докази указују да су се неке игре и даље одржавале након овог датума. Игре су се вероватно завршиле под Теодосијем II, вероватно у вези са пожаром који је спалио храм Олимпијског Зевса током његове владавине.
Током прославе игара објављена је екечерија (олимпијско примирје) како би спортисти и верски ходочасници могли безбедно да путују из својих градова на игре. Награде за победнике били су венци или круне од маслиновог листа. Игре су постале политичко оруђе које су градови-државе користили да потврде доминацију над својим ривалима. Политичари би на играма најављивали политичке савезе, а у време рата свештеници би приносили жртве боговима за победу. Игре су такође коришћене за ширење хеленистичке културе широм Медитерана. Олимпијске игре су такође укључивале верске прославе. Зевсова статуа у Олимпији се сматрала једним од седам светских чуда старог века. Вајари и песници би се окупљали на свакој олимпијади како би приказали своја уметничка дела будућим покровитељима.
Древне Олимпијске игре су имале мање догађаја од модерних игара и само слободнорођеним Грцима, мушкарцима, је било дозвољено да учествују, иако је било победничких жена власница кочија. Све док су испуњавали критеријуме за улазак, спортисти из било ког грчког града-државе и краљевине су могли да учествују. Игре су се увек одржавале у Олимпији уместо да се крећу између различитих локација као што је пракса са модерним Олимпијским играма. Победници на Олимпијади су одата почаст, а њихови подвизи забележени су за будуће генерације.

## Митологија порекла
Старим Грцима је било важно да се Олимпијске игре укорене у митологију. У време древних игара њихово порекло се приписивало боговима, а надметале су се легенде о томе ко је заправо одговоран за настанак игара.
Ове традиције порекла постало је скоро немогуће распетљати, али су се појавиле хронологија и обрасци који помажу људима да разумеју причу иза игара. Грчки историчар Паусаније пружа причу о дактилу Херакла (не мешати са сином Зевса и римског бога Херкула) и четворици његове браће, Пеонеју, Епимеду, Јасију и Иди, који су тркали у Олимпији да забављају новорођеног Зевса. Победника би крунисали маслиновим венцем (који је тако постао симбол мира), што такође објашњава четворогодишњи интервал, доносећи игре око сваке пете године (рачунајући закључно). Други олимпијски богови (названи тако јер су стално живели на планини Олимп) такође су се бавили такмичењима у рвању, скакању и трчању.
Још један мит о пореклу игара је прича о Пелопсу, локалном олимпском хероју. Еномај, краљ Пизе, имао је кћер по имену Хиподамија, а према пророчанству, краља ће убити њен муж. Због тога је одредио да сваки младић који жели да ожени његову ћерку мора да се одвезе са њом у својим колима, а Еномај ће је следити у другој кочији и копљем пробити удварача ако их сустигне. Сада су краљеви коњи били поклон од бога Посејдона и стога натприродно брзи. Краљева ћерка се заљубила у човека по имену Пелопс. Међутим, пре трке, Пелоп је убедио Еномаусовог кочијаша Миртила да замени бронзане осовине краљевих кочија воштаним. Наравно, током трке, восак се отопио и краљ је пао са својих кочија и погинуо. После своје победе, Пелоп је организовао трке кочија у знак захвалности боговима и као погребне игре у част краља Еномаја, да би се очистио од његове смрти. Почеци Олимпијских игара инспирисани су овом погребном трком одржаном у Олимпији. Пелопс је постао велики краљ, локални херој, и дао је своје име Пелопонезу.
Један (каснији) мит, приписан Пиндару, каже да је фестивал у Олимпији укључивао Херакла, Зевсовог сина: Према Пиндару, Херакле је основао атлетски фестивал у част свом оцу, Зевсу, након што је успешно окончао задатих му дванаест задатака.
Обрасци који произилазе из ових митова су да су Грци веровали да игре имају корене у религији, да је атлетско такмичење било везано за обожавање богова, а оживљавање древних игара требало је да донесе мир, хармонију и повратак у свет, основу грчког начина живота.

## Историја
Олимпијске игре су сматране као један од два централна ритуала у старој Грчкој, а други је био много старији верски празник, Елеусинске мистерије.

### Праисторија
Подручја око Медитерана имала су дугу традицију атлетских догађаја. Стари Египћани и Месопотамци су приказивали атлетске сцене у гробницама краљева и њихових племића. Они, међутим, нису одржавали редовна такмичења, а ти догађаји који су се десили вероватно су били покретани од стране појединих краљева и виших класа. Минојска култура је високо ценила гимнастику, а на њиховим фрескама су приказани прескакање бикова, гимнастички спортови, трчање, рвање и бокс. Микени су усвојили минојске игре и такође су се такмичили у кочијама у верским или погребним церемонијама.</ref> Хомерови јунаци учествују у атлетским такмичењима у част мртвих. У Илијади постоје трке кочија, бокс, рвање, трка стопала, као и мачевање, стрељаштво и бацање копља. Одисеја овоме додаје скок у даљ и бацање диска.

### Прве игре
Аристотел је израчунао да је датум прве Олимпијаде била 776. године пре нове ере, датум који је углавном прихватила већина, али не и сви, каснији антички историчари. То је још увек традиционално важећи датум, а археолошки налази потврђују, отприлике, Олимпијске игре које почињу у ово време или убрзо након тога.

#### Олимпијски календар
Историчар Ефор, који је живео у четвртом веку пре нове ере, један је од потенцијалних кандидата за успостављање употребе Олимпијаде за бројање година, иако заслуге за кодификацију ове одређене епохе обично припадају Хипије из Елиде, Ератостену, или чак Тимеју, кога Ератостен можда имитирао. Олимпијске игре су се одржавале у интервалима од четири године, а касније се метод бројања година старих историчара чак и позивао на ове игре, користећи Олимпијаду за период између две игре. Раније су коришћени локални системи датирања грчких држава (наставили су да их користе сви осим историчара), што је довело до забуне приликом покушаја одређивања датума. На пример, Диодор наводи да је било помрачење Сунца у трећој години 113. Олимпијаде, што мора бити помрачење 316. п. н. е. Ово даје датум (средина лета) 765. п. н. е. за прву годину прве Олимпијаде. Ипак, међу научницима постоји неслагање око тога када су игре почеле.
Према грчком путописцу Паусанији, који је писао 175. године нове ере, једино такмичење које је прво одржано било је трка звана стадион, трка на око 190 m (620 ft). Порекло данашње речи стадион води и изведено је из овог облика грчког израза за трку.

### Рана историја
Неколико група се борило око контроле над светилиштем у Олимпији, а самим тим и над играма, за престиж и политичку предност. Паусанија је 668. п. н. е. писао да је град Пиза добио задатак од Фејдона из Аргоса да силом преузме светилиште од града Елиде, што је он и учинио, а затим је лично контролисао игре те године. Следеће године Елис је повратио контролу над аветилиштем.
У првих 200 година постојања игара оне су имале само регионални верски значај. Само Грци који су били у близини Олимпије су учествовали у овим раним такмичењима. О томе сведочи доминација пелопонеских спортиста у листи победника.
Временом су Олимпијске игре стекле све већу препознатљивост и постале део Панхеленских игара, четири одвојене игре које се одржавају у интервалима од две или четири године, али распоређене тако да се сваке године одржава најмање један сет игара. Друге Панхеленске игре биле су Питијске, Немејске и Истамијске игре, иако су се Олимпијске игре сматрале најпрестижнијим.

### Империјални период

#### Римско освајање Грчке
Након римског освајања Грчке, Олимпијске игре су настављене, али је популарност овог догађаја опала током периода пре владавине императора Августа. Током овог периода, Римљани су се углавном концентрисали на домаће проблеме, а мање су обраћали пажњу на своје провинције. Чињеница да су сви коњички победници били из околних градова и да постоји „мало кипова победника у Алтису“ из овог периода говори да су игре биле донекле запостављене.
Године 86. п. н. е. римски генерал Сула је опљачкао Олимпију и друге грчке ризнице да би финансирао рат. Био је једини Римљанин који је тако нешто урадио. Сула је био домаћин игара 80. п. н. е. као прослава његове победе над Митридатом. Наводно је једино одржано такмичење била стадионска трка јер су сви спортисти били позвани у Рим.

#### Октавијан Август
Под владавином императора Августа Олимпијске игре су поново оживљене. Пре него што је Август имао потпуну власт, његова десна рука Марко Агрипа обновио је оштећени Зевсов храм и 12. п. н. е. Август је затражио од јудејског краља Ирода да субвенционише игре. Иако ниједан Римљанин никада није учествовао на атлетском такмичењу у Олимпији, у првим годинама Августове владавине неки од његових сарадника, укључујући будућег цара Тиберија, победили су у коњичким такмичењима.
Након што је Августа након његове смрти Сенат прогласио богом, у Олимпији је постављена његова статуа. Накнадни божански цареви су такође имали статуе подигнуте у оквиру светог Алтиса. Стадион је реновиран за време његове владавине, а такође је субвенционисао атлетичаре.

#### Нерон
Један од најзлогласнијих догађаја у олимпијској историји догодио се под владавином Нерона. Желео је победу у свим тркама кочија Панхеленских игара у једној години, па је наредио четири главна домаћина да своја такмичења одрже у 67. години и због тога заказана Олимпијада за 65. годину је одложена. На самом такмичењу у Олимпији Нерон је за време трке испао из својих кочија, али је ипак однео победу. Нерон је себе сматрао и талентованим музичарем, па је на оним фестивалима којима су недостајали, укључујући и Олимпијске игре, додао такмичења у музици и певању. Упркос свом страшном певању, опет победио је на свим такмичењима, без сумње зато што су се судије плашиле да дају победе било коме другом. После његовог убиства, олимпијске судије су морале да врате мито које је дао и прогласиле „Нероновску олимпијаду“ неважећом.

#### Ренесанса
У првој половини другог века, филхеленски цареви, Хадријан и Антонин Пије, подржали су нову и успешну фазу у историји игара. Олимпијске игре су привукле велики број гледалаца и такмичара, а слава о победницима се проширила по целом Римском царству. Ренесанса је трајала већи део другог века. Опет су „философи, беседници, уметници, верски прозелитичари, певачи и свакојаки извођачи ишли на Зевсов празник“.

### Пад
Трећи век је забележио пад популарности игара. Победничка листа Африкануса завршава се на Олимпијади од 217. године и ниједан сачувани текст наредних аутора не помиње нове олимпијске победнике. Нађени рукописи показују да су се игре, међутим, наставиле. Донедавно последњи победник који се може са сигурношћу дати је био Публије Асклепијад из Коринта који је победио у петобоју 241. године. Бронзана плоча са исписаним именима победника у борилачким спортовима, и они потичу из Мале Азије, пронађена је 1994. године и то је доказ да су међународне олимпијске игре трајале најмање до 385. године.

## Локација
Подручја запажања: 2: Пританион, 4: Храм Хере, 5: Пелопион, 10: Стадион на Олимпији, 15: Зевсов храм у Олимпији, 20: Гимназијум, 21: Палаестра, 26: Грчко купатило, 29: Леонидаион, 31: Боулеутерион
Олимпија лежи у долини реке Алфејос (романизована као Алфеј) у западном делу Пелопонеза, данас око 18 км удаљена од Јонског мора, али у античко доба на пола те удаљености. Алтис, као светилиште како је првобитно било познато, био је неправилан четвороугаони простор дужине више од 180 метара са сваке стране и ограђен зидом осим на северу где је био омеђен планином Кронос. Састојао се од донекле несређеног распореда објеката од којих су најзначајнији Херин храм, Зевсов храм, Пелопион и простор великог Зевсовог олтара, где су приношене највеће жртве. Име Алтис је изведено од искривљене елејске речи која такође значи „шумица“ јер је област била шумовита, посебно маслина и платана.
Ненасељена током целе године, али када су се одржавале игре локација је постала презакрчена. Није било сталних стамбених објеката за гледаоце, који су се, богати или сиромашни, задовољавали шаторима. Древни посетиоци се сећају да су их мучиле летње врућине и муве, то је био толики проблем да су принесене жртве Зевсу Авертеру да их заштити од мува. Снабдевање водом и канализација на овом локалитету су коначно побољшани након скоро хиљаду година, средином другог века нове ере.
Али можете рећи да постоје неке ствари које су непријатне и проблематичне у животу. А зар их нема у Олимпији? Зар ниси опржен? Зар вас не притиска гомила? Нисте ли без удобних средстава за купање? Зар ниси мокар кад пада киша? Зар немате обиље буке, галаме и других непријатних ствари? Али претпостављам да супротстављајући све ове ствари величанствености спектакла, подносите и издржите.— Епиктет, 1. век АД

## Култура
Древне Олимпијске игре биле су подједнако верски фестивал колико и атлетски догађај. Игре су се одржавале у част грчког бога Зевса, а на половини игара би му жртвовано 100 волова. Временом је Олимпија, место одржавања игара, постала централно место за обожавање поглавара грчког пантеона, а на врху планине подигнут је храм који је подигао грчки архитекта Либон. Храм је био један од највећих дорских храмова у Грчкој. Вајар Фидија је направио Зевсову статуу од злата и слоноваче. Статуа је била висока 42 ft (13 m). Постављена је на престо у храму. Статуа је постала једно од седам чуда античког света. Како је рекао историчар Страбон,
... храмовна слава је опстала... како због славског сабора тако и због Олимпијских игара, на којима је награда била круна и које су сматране светим, највећим играма на свету. Храм су красили бројни поклона, који су ту били посвећени из свих крајева Грчке.
Уметнички израз је био главни део игара. Вајари, песници, сликари и други уметници долазили су на игре да би приказали своје радове у оквиру уметничког такмичења. Песници би добили налог да пишу песме у славу олимпијских победника. Такве победничке песме или епиничари, преносиле су се с генерације на генерацију и многе од њих су трајале много дуже од било које друге почасти учињене у исту сврху. Пјер де Кубертен, један од оснивача модерних Олимпијских игара, желео је да у потпуности имитира античку Олимпијаду у сваком погледу. У његову визију било је и уметничко такмичење по узору на античке олимпијске игре које се одржава сваке четири године, током прославе Олимпијских игара. Његова жеља се остварила на Олимпијади одржаној у Атини 1896. године.

## Политика
Моћ у старој Грчкој постала је концентрисана око града-државе у 8. веку пре нове ере. Град-држава је био насељено средиште организовано у самостални политички ентитет. Ови градови-државе су често битисали у непосредној близини једни других, што је стварало конкуренцију за ограничене ресурсе. Иако је сукоб између градова-држава био свеприсутан, такође је било у њиховом сопственом интересу да се укључе у трговину, војне савезе и културну интеракцију. Градови-државе су имале дихотомне односе међу собом, с једне стране, ослањале су се на своје суседе у политичким и војним савезима, док су се с друге стране жестоко надметале са тим истим суседима око виталних ресурса. Олимпијске игре су основане у овом политичком контексту и служиле су као место за представнике градова-држава да се мирно такмиче једни против других.
Ширење грчких колонија у 5. и 6. веку пре нове ере се више пута повезује са успешним олимпијским спортистима. На пример, Паусанија препричава да је Кирена основана оквирно око 630. п. н. е., населивши досељенике из Тере уз спартанску подршку. Подршка Спарте била је пре свега због троструког олимпијског шампиона Хиониса. Привлачност насељавања са олимпијским шампионом помогла је насељавању колонија и одржавању културних и политичких веза са градовима-државама у близини Олимпије. Тако су се хеленска култура и игре шириле док је првенство Олимпије трајало.
Игре су се суочиле са озбиљним изазовом током Пелопонеског рата, који је првенствено сукобио Атину са Спартом, али су, у стварности, дотакле скоро све хеленске градове-државе. Олимпијске игре су коришћене за то време да се објаве савези и принесу жртве боговима за победу.
Током Олимпијских игара поштовано је примирје, или екечеирија. Три тркача, позната као спондофорои, послата су из Елиде у градове учеснике на сваком скупу игара да најаве почетак примирја. Током овог периода, војскама је забрањен улазак у Олимпију. Забрањени су правни спорови и примена смртне казне. Примирје — првенствено осмишљено да омогући спортистима и посетиоцима да безбедно путују на утакмице — је углавном испоштовано. Тукидид је писао о ситуацији када је Спартанцима забрањено да присуствују играма, а прекршиоци примирја кажњени са 2.000 мина због напада на град Лепреум током периода екечерије. Спартанци су оспорили новчану казну и тврдили да примирје још није завладало.
Док су сви градови-државе-учеснице поштовале војно примирје, у политичкој арени није постојало такво одлагање од сукоба. Олимпијске игре су развиле најутицајнију атлетску и културну позорницу у старој Грчкој, а вероватно и у античком свету. Као такве, игре су постале средство за промоцију градова-држава. Резултат су биле политичке интриге и контроверзе. На пример, Паусанија, грчки историчар, објашњава ситуацију атлете Сотадеса,
Сотадес је на деведесет деветом фестивалу победио у дугој трци и прогласио Крићана, као што је и био. Али на следећем фестивалу постао је Ефешанин, подмићен од народа Ефежана да то учини. Због овог чина био је прогнан од Крићана.

## олимпијаде и спортови
| Олимпијски спортови | Олимпијски спортови | Олимпијски спортови                                    |
| Олимпијада          | Година              | Први пут представљен спорт                             |
| ------------------- | ------------------- | ------------------------------------------------------ |
| 1.                  | 776 BC              | Стадион (трка)                                         |
| 14.                 | 724 BC              | Диаулос                                                |
| 15.                 | 720 BC              | Трка на дуге стазе (Доликхос)                          |
| 18.                 | 708 BC              | Пентатлон, рвање                                       |
| 23.                 | 688 BC              | Бокс (Антички грчко песничење)                         |
| 25.                 | 680 BC              | Трка са четири коња (Утрке двоколица)                  |
| 33.                 | 648 BC              | Коњске трке (келес), Панкратион                        |
| 37.                 | 632 BC              | „Стад“ за дечаке и рвање                               |
| 38.                 | 628 BC              | Петобој за дечаке (прекинут исте године)               |
| 41.                 | 616 BC              | Бокс за дечаке                                         |
| 65.                 | 520 BC              | Хоплитска трка (Хоплитедром)                           |
| 70.                 | 500 BC              | Трка запрега (апене)                                   |
| 71.                 | 496 BC              | Трка кобила (калпе)                                    |
| 84.                 | 444 BC              | Трка запрега (апене) и Трка кобила (калпе) оба укинута |
| 93.                 | 408 BC              | Трка двоколица (Синорис)                               |
| 96.                 | 396 BC              | Такмичење за Такмичење гласника и трубача              |
| 99.                 | 384 BC              | Тетрипон за коње преко једне године                    |
| 128.                | 266 BC              | Кочија за коње преко једне године                      |
| 131.                | 256 BC              | Трка за коње старије од годину дана                    |
| 145.                | 200 BC              | Панкратион за дечаке                                   |

Првобитне Олимпијаде су имале само једну дисциплину а то су биле трке атлетичара, програм се постепено повећавао на двадесет три такмичења, иако их није било више од двадесет ни на једној олимпијади. Учешће у већини догађаја било је ограничено на мушке спортисте, осим на жене којима је било дозвољено да уводиле коње пре трке. Прва учешћа дечака су забележена на Олимпијади из 632. п. н. е. Сазнање о томе како су се догађаји одвијали првенствено произилазе из слика спортиста пронађених на многим вазама, посебно оних из архајског и класичног периода.
Такмичари су имали приступ у две гимнастичке сале за потребе тренинга, Ксистос за тркаче и петобојце и Тетрагоно за рваче и боксере.
Током већег дела своје историје, такмичари су се такмичили голи. Паусанија је забележио да је први голи тркач био Орсиппус, победник „стадионске“ трке 720 године пне, који је једноставно намерно изгубио одећу јер је трчати без ње било лакше. Тукидид, историчар из 5. века пре нове ере приписује Спартанцима увођење обичаја „јавног скидања и мазања уљем у својим гимнастичким вежбама. Раније, чак и на олимпијским такмичењима, спортисти који су се борили носили су појасеви, а прошло је само неколико година откако је та пракса престала."

### Трчање
Једини догађај забележен на првих тринаест Олимпијада била је трка „стадион”, праволинијски спринт од нешто више од 192 метра. Забележено је да је дијаулос (дословно „двострука цев”), или трка на две стаде, уведен на 14. Олимпијади 724. п. н. е. Сматра се да су такмичари трчали стазама обележеним кречом или гипсом у дужини од једног стадиона, а затим су се окретали око различитих стубова (камптерес), пре него што су се вратили на стартну линију. Ксенофан је писао да се „пре свега поштује победа брзином стопала“.
Трећа трка, доликос („дуга трка“), уведена је на следећој олимпијади. Рачуни за дужину стазе за трке се разликују, изгледа да је било од двадесет до двадесет четири круга стазе, око 7,5 км до 9 км, иако је то можда била дужина, а не број кругова, па самим тим би било упола мање километара.
Последњи тркачки догађај који је додат олимпијском програму био је хоплитодромос, или „хоплитска трка“, уведена 520. године пре нове ере и традиционално се води као последња трка на играма. Такмичари су трчали или један или два дијаула (отприлике 400 или 800 метара) у пуном војној спреми (оклоп, оружје и штит). Хоплитодромос је био заснован на ратној тактици војника који трче у пуној ратној опреми како би изненадили непријатеља.

### Борилачка такмичења
Рвање (Грчко рвање) је забележено да је уведено на 18. олимпијади. За победу су била неопходна три бацања. Бацање се рачунало ако тело, кук, леђа или раме (и евентуално колено) додирују тло. Ако су оба такмичара пала, ништа се није рачунало. За разлику од свог модерног парњака грчко-римског рвања, вероватно је било дозвољено саплитање.
Бокс (пигмахија) је први пут забележен 688. године пре нове ере, догађај за дечаке шездесет година касније. Закони бокса приписани су првом олимпијском шампиону Ономасту из Смирне. Чини се да ударци телом или нису били дозвољени или нису практиковани. Спартанци, који су тврдили да су измислили бокс, брзо су га напустили и нису учествовали у боксерским такмичењима. У почетку су боксери носили химанте (синг. химас), дугачке кожне траке које су им биле омотане око руку.
Панкратион је уведен на 33. олимпијади (648. п. н. е.). Панкратион за дечаке постао је олимпијски догађај 200. п. н. е, на 145. Олимпијади. Као и технике из бокса и рвања, спортисти су користили ударце, и гушења. Иако су једине забране биле против уједања и вађења, панкратион се сматрао мање опасним од бокса.
Био је то један од најпопуларнијих догађаја: Пиндар је написао осам ода славећи победнике панкратиона. Чувен догађај у спорту била је постхумна победа Архијона из Фигалије који је „умро у тренутку када је његов противник признао да је поражен“.

### Бацање диска
Дискос (дискос) је био сличан савременом такмичењу. Пронађени су камени и гвоздени дискови, мада се чини да је најчешће коришћени материјал бронза. Нејасно је у којој мери је дискос стандардизован, али чини се да је најчешћа тежина била од 2 kg са пречником диска од приближно 21 cm, што је отприлике еквивалент савременом диску.

### Скок у даљ
У скоку у даљ (халма) такмичари су замахнули теговима који се зову халтери. Није било стандардизације, скакачи су имали тенденцију да користе или сферичне тегове направљене од камена исклесаног да би стајао у руци или дуже оловне утеге. Расправља се да ли је скок изведен из места или после залета. У својој анализи догађаја заснованој на сликама у вази, Хју Ли је закључио да је вероватно било до кратког залета.

### Петобој
Петобој је било такмичење састављено од пет дисциплина: трчање, скок у даљ, бацање диска, бацање копља и рвање. Забележено је да се петобој први пут појавио на 18. Олимпијади 708. п. н. е. Такмичење је одржано у једном дану, али није познато како је одлучен победник, ни којим редоследом су се догађаји одиграли, осим да је завршено рвањем.

### Коњичке трке
Трке коња и запрежних кочија биле су најпрестижнија такмичења у играма, јер су само богати могли да приуште одржавање и превоз коња. Ове трке су се састојале од различитих догађаја: трка кочија са четири коња, трка кочија са два коња и трка коња са јахачима, при чему је јахача бирао власник. Трка кочија са четири коња била је први коњички догађај који се појавио на Олимпијским играма, а уведена је 680. године пре нове ере. Састојао се од два коња која су у средини била упрегнута у јарам и два спољна коња која су била причвршћена ужетом. Такмичење кочија са два коња у игре уведена је 408. п. н. е. Трке коња са јахачем, с друге стране, уведене су у игре 648. п. н. е. У овој трци, Грци нису користили седла или узенгије (ово последње је било непознато у Европи све до 6. века нове ере), тако да им је био потребан добар хват и равнотежа.
Паусаније извештава да су трка запрега које су вукле пар мазги, и трка у касу, установљене на седамдесетом и седамдесет првим играма, али су обе укинуте до осамдесет четврте Олимпијаде. Касачка трка је била за кобиле, а у последњем делу стазе јахачи су скочили и трчали поред кобила.
Жене су се као такмичари на играма појавиле у дисциплини утрке кочија и остваривале су победе. То се дозвољавало јер се сматрало да је победник богати добротвор или тренер који је финансирао тим, а не они који контролишу кочију (који је могао бити само мушкарац). Ово је омогућило тренерици коња и спартанској принцези Киниски да буде прва женска олимпијска победница.
Римски цар Нерон се 67. такмичио у трци кочија на играма. Био је испао са својих кочија и тако није могао да заврши трку. Ипак, проглашен је за победника на основу тога „да би победио да је завршио трку”.

## Познати спортисти
- Трчање:
  - Кореб из Елидије (стадион, проглашен за првог олимпијског шампиона)
  - Орсип (диаулус, први који је забалежан да се такмичио голишав)
  - Леонида са Родоса (стадион, диаулос и хоплитодромос)
  - Кион из Спарте (троструки шампион застадион/диаулос и скакачки шампион)
  - Астилос из Кротона (стадион, диаулос и хоплитодромос)
  - Александар I Македонски (стадион)[80]
- Борилачки спортови:
  - Арихин (панкратија, је умро док је успешно бранио своје првенство на 54. Олимпијади(564. BC). Описан као најпознатији од свих панкратијаста.)
  - Мило из Кротона (рвање, легендарни шестоструки победник: једном у категорији дечака, остало као одрасли мушкарац)
  - Дијагор са Родоса (бокс 79. Олимпијада, 464. BC) и његови синови Акусилаос и Дамагетос (бокс и Панкратион)
  - Тимасит из Кротона (рвање)[81]
  - Теаген из Тасоса (боксер, панкратион и тркач)
  - Сострат из Сикиона (панкратион, познат и озлоглашен по својој техници ломљења прстију)
  - Диоксипус (панкратион, стандардно крунисан шампион у 336. BC када нико од осталих учесника није смео да се такмичи против њега. Таква победа је названа „аконити“ (литерарно. „а да се не запраши”) и остаје једини икада забележен на Олимпијади у овој дисциплини.)
  - Варасдат (бокс, Принц и будући краљ Јерменског краљевства, последњи познати антички олимпијски победник у боксу током 291. године на Олимпијским играма у 4. веку[82]
- Коњичка такмичења:
  - Киниска из Спарте (власник кочије са четири коња) (прва жена која је наведена као олимпијска победница)
  - Ференикос ("најпознатији тркачки коњ у антици", 470. BC)
  - Тиберије (возач кочије са четири коња)[83]
  - Нерон (возач кочије са десет коња)
- Остали:
  - Херодор из Мегаре (десетоструки победник у такмичењу гласника и трубача)

## Олимпијски фестивали у другим местима
Атлетски догађаји под називом „Олимпијске игре“, названи по имитацији првобитног фестивала у Олимпији, временом су установљени на разним местима широм грчког света. Неки од њих су нам познати само по натписима и новчићима, али други, као Олимпијски фестивал у Антиохији, стекли су велику славу. Након што су ови олимпијски фестивали били установљени на неколико места, сам велики олимпијски фестивал је понекад означаван у натписима додавањем Пизе.